# Герард Кайпер
Герард Кайпер (на английски: Gerard Kuiper) е американски астроном от нидерландски произход.

## Биография
Роден е на 7 декември 1905 година в Таутйенхорн, Нидерландия. Завършва Лайденския университет и става професор по астрономия в Университета в Аризона.
Кайпер открива два от естествените спътници на планети от Слънчевата система – Миранда на Уран и Нереида на Нептун. Предсказва наличието на пояс от комети и космичен прах около Слънчевата система, чието съществуване е доказано 20 години след неговата смърт, а самият пояс в негова чест е именуван Пояс на Кайпер.
Умира на 24 декември 1973 година в Мексико сити на 68-годишна възраст.
1. 1 2 3  www.nasonline.org //   Национална академия на науките на САЩ.
2. ↑  www.azarchivesonline.org